# Łukasz Rodakiewicz
Łukasz Rodakiewicz (ur. 1790, zm. 18 maja 1832) – polski oficer napoleoński, inżynier i architekt miejski, najbardziej znany jako fundator Teatru Starego w Lublinie.
Rodakiewicz pochodził z rodziny od wielu pokoleń osiadłej w Lublinie. W okresie wojen napoleońskich zrobił karierę wojskową i dosłużył się stopnia oficera, zdobył też umiejętności inżynierskie. Po zakończeniu kampanii napoleońskiej został budowniczym województwa lubelskiego. Wykonał m.in. projekty odwachów rogatkowych w Lublinie, jatek przy ul. Nowej, szlachtuza, mostu i sklepów przy bramie Grodzkiej, a także mostu na Czechówce na trakcie lubartowskim. Pełnił on także funkcję administratora folwarku Bronowice – zbierane zeń zyski przeznaczał na odnawianie miejskich budowli, a także potem na Teatr Stary.
W 1820 roku jego teść, Kasper Drewnowski, nabył kamienicę przy Rynku 11 i wkrótce przekazał ją Rodakiewiczowi. Ten dwa lata później przeprowadził remont (m.in. dobudował trzecie piętro) i założył na jej tyłach Teatr Stary, pierwszy teatr w Lublinie, a drugi po krakowskim w Polsce. Budowa trwała w latach 1821–1823, a miejsce początkowo nazywało się „Teatr Zimowy”. Obiekt urządzony był na modłę francuską, liczył 300 miejsc dla widowni i – nie mając stałej grupy dramatycznej – korzystał z usług wędrownych grup teatralnych (teatr impresaryjny). Właściciel sam szukał chętnych aktorów poprzez ogłoszenia w prasie. Rodakiewicz pozostał jego właścicielem do swej śmierci w 1832 roku, po czym trafił on do jego córki, Julii z Rodakiewiczów Makowskiej i jej męża, Romualda. W tym samym roku budynek spłonął i trzeba go było odbudować. Z teatrem wiąże się klątwa, która miała spotkać tego, kto na kryptach dawnej kaplicy szarytek zacznie coś budować. Tymczasem Rodakiewicz właśnie dawne tereny tej kaplicy wykupił i zasypał, by jego teatr miał większą powierzchnię.
Był trzykrotnie żonaty. Z pierwszą żoną rozwiódł się, druga, 15-letnia Marianna Drewnowska, zmarła trzy lata po ślubie, pozostawiając tylko jedno dziecko. To właśnie dla Marianny miał stworzyć teatr. Z trzecią żoną doczekał się dwóch córek.
Łukasz Rodakiewicz jest patronem jednej z ulic na lubelskim Wrotkowie.